# Estación de Saint-Michel
Saint-Michel es una estación de la línea 4 del metro de París situada en el límite de los Distritos V y VI. 
Ofrece conexiones con las líneas B y C de la red de cercanías a través de un pasillo que lleva hasta la estación de Saint-Michel - Notre-Dame.

## Historia
La estación fue inaugurada el 9 de julio de 1910.
Debe su nombre al bulevar Saint-Michel y a la plaza Saint-Michel bajo la cual se sitúa.

## Descripción
La estación, se compone de dos andenes curvados y estrechos de 110 metros longitud y de dos vías. Situada a gran profundidad, acceder a ella requiere bajar unas largas escaleras metálicas que dan a una pasarela que sobrevuela las vías y permite dirigirse a uno u otro andén. La bajada permite disfrutar de la estilizada bóveda de la estación de un tamaño muy superior al túnel por el que luego se pierden los trenes. Esto se debe a que la estación no fue construida como prolongación del túnel sino que fue hundida desde la superficie.
Está revestida completamente de los clásicos azulejos blancos biselados del metro parisino.
La iluminación es de estilo Motte y se realiza con lámparas resguardadas en estructuras rectangulares de color naranja que sobrevuelan la totalidad de los andenes no muy lejos de las vías.
La señalización por su parte usa la moderna tipografía Parisine donde el nombre de la estación aparece en letras blancas sobre un panel metálico de color azul. Por último los asientos, que también son de estilo Motte, combinan una larga y estrecha hilera de cemento revestida de azulejos naranja que sirve de banco improvisado con algunos asientos individualizados del mismo color que se sitúan sobre dicha estructura.

## Accesos
La estación dispone de cuatro accesos. Uno de ellos, construido por Hector Guimard está catalogado como Monumento Histórico.
- Acceso 1: plaza Saint-Michel.
- Acceso 2: plaza Saint-Michel esquina con el bulevar Saint-Michel.
- Acceso 3: plaza Saint-Michel esquina con el muelle Saint-Michel.
- Acceso 4: plaza Saint-André des Arts.